# Bamboo Airways
Bamboo Airways es una aerolínea vietnamita fue fundada en abril de 2017. El propietario de las aerolíneas es FLC Group, un conglomerado inmobiliario vietnamita.La aerolínea comenzó a volar el 1 de octubre de 2018 con un avión arrendado. Bamboo Airways conecta ciudades internacionales con ciudades turísticas en Vietnam.

## Destinos
| Países             | Destinos                 | Aeropuertos                                |
| ------------------ | ------------------------ | ------------------------------------------ |
| China              | Tianjin                  | Aeropuerto Internacional de Tianjin-Binhai |
| Japón              | Ibaraki (chárter)        | Aeropuerto de Ibaraki                      |
| Macao              | Macao (chárter)          | Aeropuerto Internacional de Macao          |
| República de China | Kaohsiung                | Aeropuerto Internacional de Kaohsiung      |
| República de China | Tainan (chárter)         | Aeropuerto de Tainan                       |
| Vietnam            | Buôn Ma Thuột            | Aeropuerto de Buôn Ma Thuột                |
| Vietnam            | Cần Thơ                  | Aeropuerto de Cần Thơ                      |
| Vietnam            | Ciudad Ho Chi Minh (hub) | Aeropuerto Internacional de Tan Son Nhat   |
| Vietnam            | Chu Lai                  | Aeropuerto de Chu Lai                      |
| Vietnam            | Côn Đảo                  | Aeropuerto de Côn Đảo                      |
| Vietnam            | Đà Lạt                   | Aeropuerto Lien Khuong                     |
| Vietnam            | Đà Nẵng                  | Aeropuerto Internacional de Đà Nẵng        |
| Vietnam            | Đồng Hới                 | Aeropuerto de Đồng Hới                     |
| Vietnam            | Ha Long                  | Aeropuerto de Vân Đồn                      |
| Vietnam            | Hải Phòng                | Aeropuerto de Cát Bi                       |
| Vietnam            | Hanói (hub)              | Aeropuerto Internacional de Nội Bài        |
| Vietnam            | Huế                      | Aeropuerto de Phú Bài                      |
| Vietnam            | Nha Trang                | Aeropuerto de Cam Ranh                     |
| Vietnam            | Phú Quốc                 | Aeropuerto de Phú Quốc                     |
| Vietnam            | Pleiku                   | Aeropuerto de Pleiku                       |
| Vietnam            | Quy Nhơn (hub)           | Aeropuerto de Phu Cat                      |
| Vietnam            | Rạch Giá                 | Aeropuerto de Rạch Giá                     |
| Vietnam            | Thanh Hóa                | Aeropuerto de Sao Vàng                     |
| Vietnam            | Tuy Hòa                  | Aeropuerto de Tuy Hòa                      |
| Vietnam            | Vinh                     | Aeropuerto de Vinh                         |

## Flota

### Flota actual
La aerolínea cuenta con la siguiente flota:
| Aeronaves       | En servicio | Pedidos | Configuración                                         | Configuración                                         | Configuración                                         | Matrículas                                            | Antigüedad                                            |
| Aeronaves       | En servicio | Pedidos | C                                                     | Y                                                     | Total                                                 | Matrículas                                            | Antigüedad                                            |
| --------------- | ----------- | ------- | ----------------------------------------------------- | ----------------------------------------------------- | ----------------------------------------------------- | ----------------------------------------------------- | ----------------------------------------------------- |
| Airbus A320-200 | 1           | —       | 8                                                     | 162                                                   | 170                                                   | VN-A583                                               | 14,6 años                                             |
| Airbus A320neo  | 2           | —       | 8                                                     | 168                                                   | 176                                                   | VN-A596                                               | 4,1 años                                              |
| Airbus A320neo  | 2           | —       | 8                                                     | 168                                                   | 176                                                   | VN-A599                                               | 4 años                                                |
| Airbus A321-200 | 4           | —       | 8                                                     | 184                                                   | 192                                                   | VN-A585                                               | 11,8 años                                             |
| Airbus A321-200 | 4           | —       | 8                                                     | 184                                                   | 192                                                   | VN-A594                                               | 11,8 años                                             |
| Airbus A321-200 | 4           | —       | 8                                                     | 184                                                   | 192                                                   | VN-A597                                               | 11,3 años                                             |
| Airbus A321-200 | 4           | —       | 8                                                     | 184                                                   | 192                                                   | VN-A227                                               | 10,8 años                                             |
| Embraer E-190LR | 3           | —       | 6                                                     | 92                                                    | 98                                                    | VN-A266                                               | 11,3 años                                             |
| Embraer E-190LR | 3           | —       | 6                                                     | 92                                                    | 98                                                    | VN-A261                                               | 10,8 años                                             |
| Embraer E-190LR | 3           | —       | 6                                                     | 92                                                    | 98                                                    | VN-A262                                               | 10,7 años                                             |
| Total           | 10          | —       | Edad media de la flota (diciembre de 2023): 10,1 años | Edad media de la flota (diciembre de 2023): 10,1 años | Edad media de la flota (diciembre de 2023): 10,1 años | Edad media de la flota (diciembre de 2023): 10,1 años | Edad media de la flota (diciembre de 2023): 10,1 años |

### Flota histórica
| Aeronaves       | Total | Introducido | Retirado | Matrículas                                            |
| --------------- | ----- | ----------- | -------- | ----------------------------------------------------- |
| Airbus A319-100 | 1     | 2019        | 2022     | VN-A581                                               |
| Airbus A321neo  | 6     | 2018        | 2023     | VN-A588, VN-A591, VN-A589, VN-A590, VN-A222 y VN-A228 |
| Boeing 787-9    | 3     | 2019        | 2023     | VN-A818, VN-A819 y VN-A829                            |
| Embraer E-195   | 5     | 2020        | 2021     | OY-GDA, OY-GDB, OY-GDC, SP-LNH y SP-LNI               |

## Galería
Flota de algunos aviones de la aerolínea

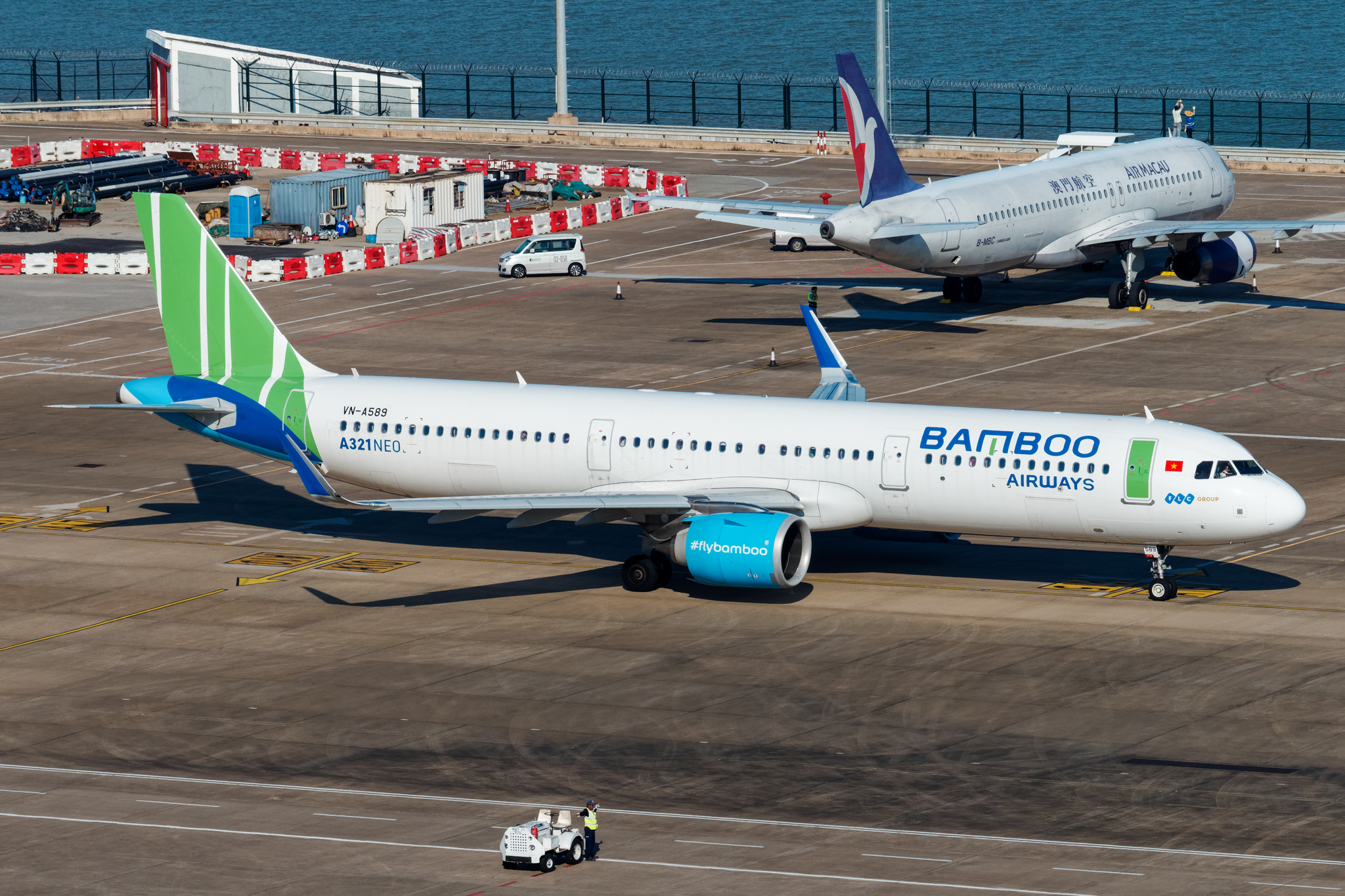
Airbus A321neo
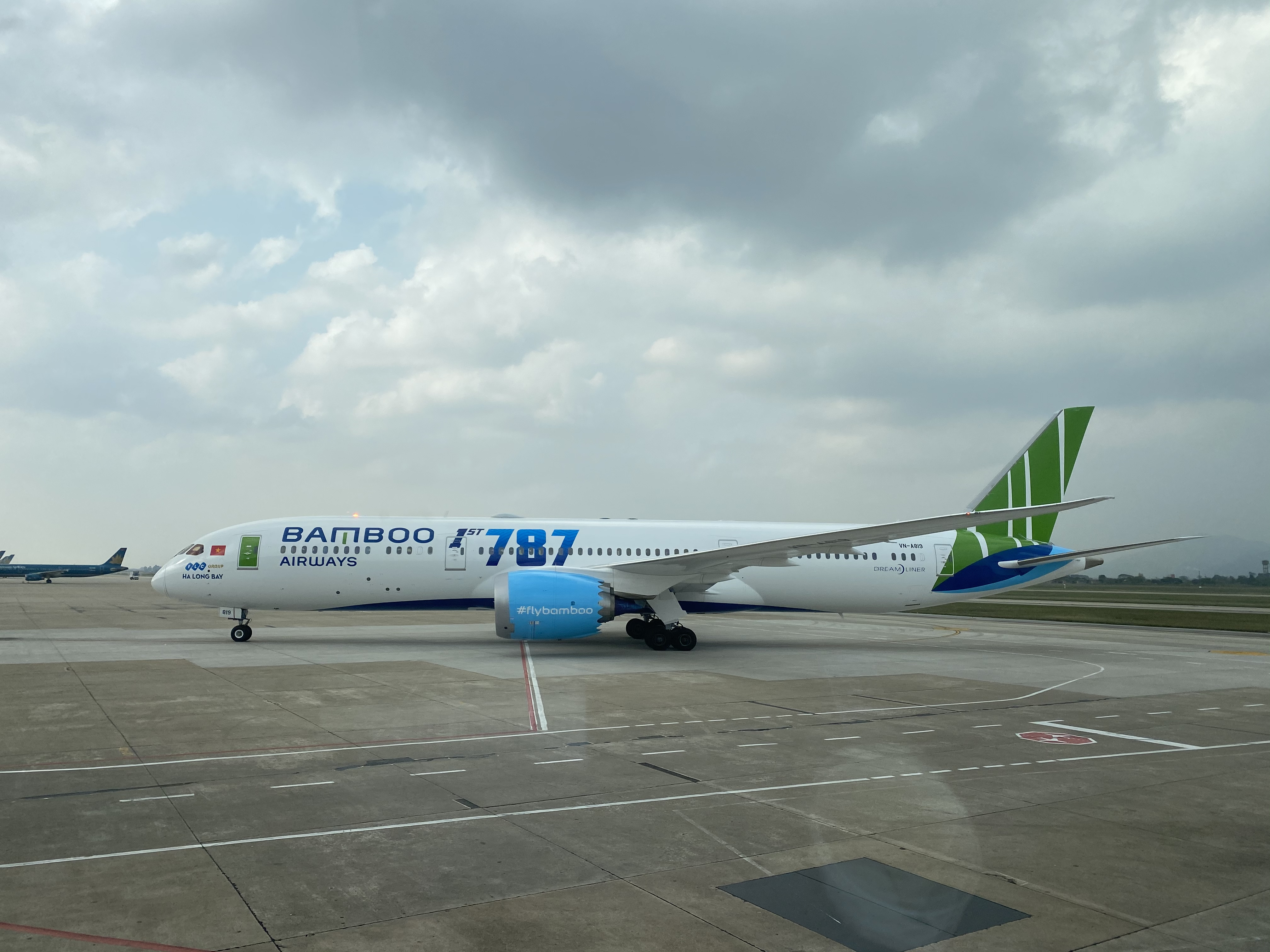
Boeing 787
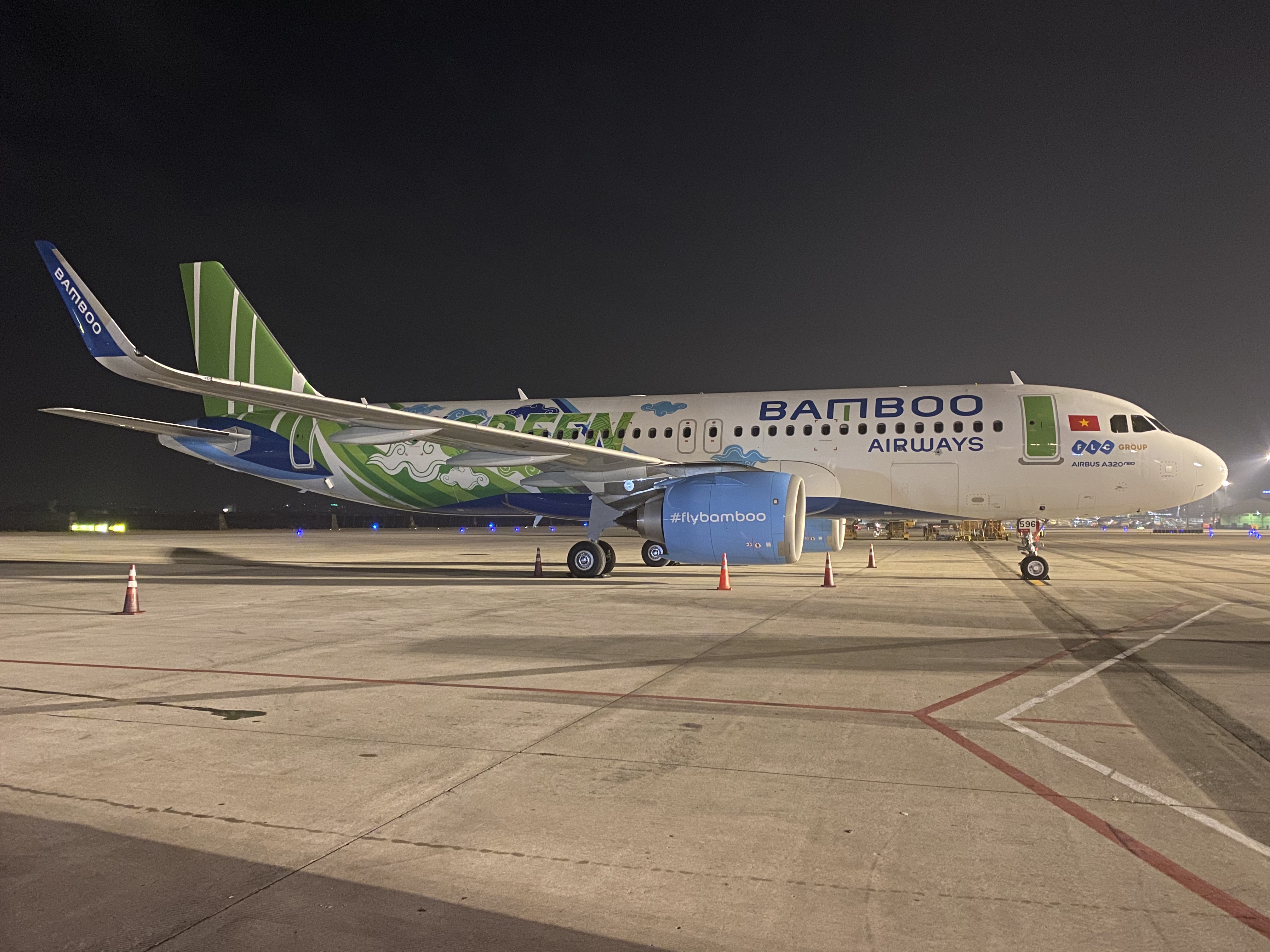
Airbus A320